# Centenary Quaich
Il Centenary Quaich (IPA: /ˈkweɪx/; in irlandese Corn na Céad Bliain; in gaelico scozzese Cuach nan Ceud Bliadhna) è un trofeo internazionale di rugby a 15 annualmente in palio tra le squadre nazionali maschili di Irlanda e Scozia.
Messo in palio per la prima volta nel corso dell'incontro del Cinque Nazioni 1989 tra le due compagini a Edimburgo, a tutto il Sei Nazioni 2024 è stato detenuto complessivamente 15 volte dalla Scozia (14 vittorie e un pareggio da detentrice) e 22 dall'Irlanda, che ne è anche la detentrice più recente.

## Storia
Il termine quaich, dalla radice celtica cuach, indica una particolare coppa larga e bassa a due manici; usata per bere, poteva essere in argento, altri metalli o legno ma anche pietra od ottone.
Essendo un oggetto comune alla cultura di entrambi i Paesi, le due federazioni di Irlanda e Scozia decisero di mettere in palio tra di esse un trofeo che ne richiamasse il nome in occasione del centesimo incontro tra le due squadre, che incidentalmente cadeva durante il Cinque Nazioni 1989; per tale occasione essa assunse il nome di Centenary Quaich, all'inizio chiamato anche Century Quaich o semplicemente Quaich.
La prima detentrice fu la Scozia, vittoriosa 37-21 a Edimburgo, e che, nonostante il sopravvento nel palmarès conquistato alla lunga dall'Irlanda, vanta 11 difese consecutive iniziali, con 10 vittorie fino al 1999 e un pareggio nel 1994.
L'Irlanda vinse il suo primo Quaich nel Sei Nazioni 2000, quando riuscì a battere per la prima volta la Scozia dopo 12 anni.
Il secondo quaich giunse nel 2002 e fu l'avvio di una serie di 8 conquiste consecutive da parte della nazionale del Trifoglio, interrotta dal ritorno scozzese nel 2010 con una vittoria a Dublino.
Con la vittoria esterna per 40-10 a Edimburgo nel 2015 l'Irlanda raggiunse a quota 13 la Scozia nel palmarès; nelle successive 8 edizioni tenutesi a tutto il 2023, sette sono state le vittorie irlandesi e una sola, nel 2017, quella scozzese, per un totale, a tale data, di 20 affermazioni contro 14 scozzesi e un pareggio (che lasciò il trofeo alla Scozia in quanto detentrice dello stesso).

## Palmarès
| Anno | Città     | Risultato              | Vincitrice |
| ---- | --------- | ---------------------- | ---------- |
| 1989 | Edimburgo | Scozia — Irlanda 37-21 | Scozia     |
| 1990 | Dublino   | Irlanda — Scozia 10-13 | Scozia     |
| 1991 | Edimburgo | Scozia — Irlanda 28-25 | Scozia     |
| 1992 | Dublino   | Irlanda — Scozia 10-18 | Scozia     |
| 1993 | Edimburgo | Scozia — Irlanda 15-3  | Scozia     |
| 1994 | Dublino   | Irlanda — Scozia 6-6   | pareggio   |
| 1995 | Edimburgo | Scozia — Irlanda 26-13 | Scozia     |
| 1996 | Dublino   | Irlanda — Scozia 10-16 | Scozia     |
| 1997 | Edimburgo | Scozia — Irlanda 38-10 | Scozia     |
| 1998 | Dublino   | Irlanda — Scozia 16-17 | Scozia     |
| 1999 | Edimburgo | Scozia — Irlanda 30-13 | Scozia     |
| 2000 | Dublino   | Irlanda — Scozia 44-22 | Irlanda    |
| 2001 | Edimburgo | Scozia — Irlanda 32-10 | Scozia     |
| 2002 | Dublino   | Irlanda — Scozia 43-22 | Irlanda    |
| 2003 | Edimburgo | Scozia — Irlanda 6-36  | Irlanda    |
| 2004 | Dublino   | Irlanda — Scozia 37-16 | Irlanda    |
| 2005 | Edimburgo | Scozia — Irlanda 13-40 | Irlanda    |
| 2006 | Dublino   | Irlanda — Scozia 15-9  | Irlanda    |
| 2007 | Edimburgo | Scozia — Irlanda 18-19 | Irlanda    |
| 2008 | Dublino   | Irlanda — Scozia 34-13 | Irlanda    |

| Anno | Città     | Risultato              | Vincitrice |
| ---- | --------- | ---------------------- | ---------- |
| 2009 | Edimburgo | Scozia — Irlanda 15-22 | Irlanda    |
| 2010 | Dublino   | Irlanda — Scozia 20-23 | Scozia     |
| 2011 | Edimburgo | Scozia — Irlanda 18-21 | Irlanda    |
| 2012 | Dublino   | Irlanda — Scozia 32-14 | Irlanda    |
| 2013 | Edimburgo | Scozia — Irlanda 12-8  | Scozia     |
| 2014 | Dublino   | Irlanda — Scozia 28-6  | Irlanda    |
| 2015 | Edimburgo | Scozia — Irlanda 10-40 | Irlanda    |
| 2016 | Dublino   | Irlanda — Scozia 35-25 | Irlanda    |
| 2017 | Edimburgo | Scozia — Irlanda 27-22 | Scozia     |
| 2018 | Dublino   | Irlanda — Scozia 28-8  | Irlanda    |
| 2019 | Edimburgo | Scozia — Irlanda 13-22 | Irlanda    |
| 2020 | Dublino   | Irlanda — Scozia 19-12 | Irlanda    |
| 2021 | Edimburgo | Scozia — Irlanda 24-27 | Irlanda    |
| 2022 | Dublino   | Irlanda — Scozia 26-5  | Irlanda    |
| 2023 | Edimburgo | Scozia — Irlanda 7-22  | Irlanda    |
| 2024 | Dublino   | Irlanda — Scozia 17-13 | Irlanda    |
| 2025 | Edimburgo | Scozia — Irlanda 18-32 | Irlanda    |

## Riepilogo vittorie
| Squadra | Vittorie | Anno |
| ------- | -------- | --- |
| Irlanda | 22       | 2000, 2002, 2003, 2004, 2005, 2006, 2007, 2008, 2009, 2011, 2012, 2014, 2015, 2016, 2018, 2019, 2020, 2021, 2022, 2023, 2024, 2025 |
| Scozia  | 14       | 1989, 1990, 1991, 1992, 1993, 1995, 1996, 1997, 1998, 1999, 2001, 2010, 2013, 2017                                                 |
| Pareggi | 1        | 1994 |

### Statistiche

#### Di squadra
- Miglior serie:
  - Scozia: 11 difese consecutive (1989 — 1999, assoluta[9])
  - Irlanda: 8 vittorie consecutive (2002 — 2009)
- Vittorie con il maggiore scarto:
  - Irlanda: 30 punti (36-6, 16 febbraio 2003; 40-10, 21 marzo 2015, assolute)
  - Scozia: 28 punti (38-10, 1º marzo 1997)
- Maggior numero di punti in un singolo incontro:
  - 66 (Irlanda — Scozia 44-22, 19 marzo 2000)
- Minor numero di punti in un singolo incontro:
  - 12 (Irlanda — Scozia 6-6, 5 marzo 1994)
- Vittoria esterna più recente:
  - Irlanda: Edimburgo, 12 marzo 2023, Scozia — Irlanda 7-22
  - Scozia: Dublino, 20 marzo 2010, Irlanda — Scozia 20-23